# 숀 브라운
숀 브라운(Shaun Brown, 1987년 1월 19일 ~ )은 미국의 텔레비전 배우, 영화배우이다.

## 영화
- 폴 (2018년) - 폴 역
- 하트, 베이비 (2017년)
- 윌슨 (2017년)
- 익스트림 파이트 클럽 (2016년) - 미카 역